# Amanita thiersii
Amánita thiérsii (лат.) — гриб семейства мухоморовые (Amanitaceae). Включён в подрод Lepidella рода Amanita.

## Биологическое описание
- Шляпка 7,5—15 см в диаметре, в молодом возрасте выпуклой, коническо-выпуклой или плоско-выпуклой формы, обычно с низким широким бугорком в центре, белого цвета, с сухой, с возрастом иногда немного клейкой, покрытой чешуйками или бородавками поверхностью.
- Мякоть белого цвета, плотная. При заражении гифомицетом желтеет на воздухе и обладает запахом сыра.
- Гименофор пластинчатый, пластинки свободные, частые или относительно редкие, белого, кремового или светло-жёлтого цвета. Кроме пластинок присутствуют также пластиночки.
- Ножка 8—20 см длиной и 1—2 см толщиной, ровная, иногда желтеющая при повреждении, белого цвета, покрытая чешуйками или лохмотьями, липкая. Кольцо белого цвета, плёнчатое. Вольва быстро исчезает.
- Споровый порошок белого цвета. Споры 7,3—11×7—10 мкм, амилоидные, округлой или почти округлой, реже широкоэллипсоидальной формы.
- Ядовит.

## Экология и ареал
Сапротроф. Часто образует «ведьмины кольца», реже встречается одиночно. Известен из центральной части Северной Америки.

## Сходные виды
Родственные виды из ряда Thiersii — Amanita albofloccosa, Amanita aureofloccosa, Amanita foetens и Amanita praeclara, а также другие виды с белыми шляпками.